# Paul Weatherwax
Paul Weatherwax (8 de julho de 1900 — 13 de setembro de 1960) é um editor estadunidense. Venceu o Oscar de melhor montagem na edição de 1949 por The Naked City e na edição de 1957 pelo filme Around the World in Eighty Days.